# Telegram (canción)
«Telegram» fue la canción alemana en el Festival de la Canción de Eurovisión 1977, interpretada en inglés (la primera vez en que la canción alemana no incluía algo de la letra en alemán) por Silver Convention.
La canción fue interpretada sexta en la noche (después de Anita Skorgan de Noruega con "Casanova" y antes de Anne-Marie B. de Luxemburgo con "Frère Jacques"). Al cierre de la votación obtuvo 55 puntos, ubicándose en 8.º lugar de 18.
La canción está inspirada por la popular música disco de la época, con el grupo cantando sobre su necesidad de enviar un telegrama a un amante para traerlo a ellas.
Fue seguida como representante alemana en el festival del 78 por Ireen Sheer con "Feuer".
- Datos: Q7696204